# ملك توفالو
ملك توفالو هو نظام حكم يكون فيه الملك الوراثي هو الحاكم ورئيس دولة توفالو. الملك التوفالوي الحالي ورئيس الدولة منذ 8 سبتمبر 2022 هو الملك تشارلز الثالث. وباعتباره حاكمًا، فهو التجسيد الشخصي للتاج التوفالي. على الرغم من أن شخص الملك مشترك بالتساوي مع 14 دولة مستقلة أخرى داخل الكومنولث، فإن الملكية في كل دولة منفصلة ومتميزة قانونيًا. ونتيجة لذلك، يحمل الملك الحالي رسميا لقب ملك توفالو ، وبهذه الصفة، يتولى هو وأعضاء آخرون من العائلة المالكة مهام عامة وخاصة محليا وخارجيا كممثلين لدولة توفالو. ومع ذلك، فإن الملك هو العضو الوحيد في العائلة المالكة الذي يتمتع بأي دور دستوري.
تقع كافة السلطات التنفيذية على عاتق الملك، ويتطلب البرلمان التوفالوي الحصول على الموافقة الملكية لسن القوانين، ولكي يكون لرسائل براءات الاختراع والأوامر في المجلس أثر قانوني. يتم ممارسة معظم الصلاحيات من قبل أعضاء البرلمان المنتخبين، ووزراء التاج الذين يتم اختيارهم عمومًا من بينهم، والقضاة وقضاة الصلح . وتعتبر الصلاحيات الأخرى الممنوحة للملك، مثل إقالة رئيس الوزراء، ذات أهمية كبيرة ولكنها تُعامل فقط باعتبارها صلاحيات احتياطية وجزءًا أمنيًا مهمًا من دور النظام الملكي.
يتم الاعتراف بالملك في دستور توفالو باعتباره رمزًا لوحدة وهوية توفالو. تعمل التاج في المقام الأول كضامن للحكم المستمر والمستقر وضمانة غير حزبية ضد إساءة استخدام السلطة. في حين أن بعض الصلاحيات لا يمارسها إلا الملك، فإن معظم واجبات الملك التشغيلية والاحتفالية يمارسها ممثله، الحاكم العام لتوفالو .

## الأصل
تم اكتشاف الجزر لأول مرة من قبل الأوروبيين في القرن السادس عشر، ولكن لم تصبح معروفة جيدًا إلا في عشرينيات القرن التاسع عشر. مع التوسع الإمبراطوري، أصبحت المجموعة، المعروفة آنذاك باسم جزر إليس، محمية بريطانية في عام 1892 وتم إدارتها كجزء من الأقاليم البريطانية في غرب المحيط الهادئ (BWPT) حتى عام 1916، من قبل مفوض مقيم مقره في جزر جيلبرت. انتهت إدارة محطة معالجة مياه الصرف الصحي في عام 1916، وتم إنشاء مستعمرة جزر جيلبرت وإيليس، والتي ظلت قائمة حتى أكتوبر 1976. في عام 1974، تم إدخال الحكومة الوزارية إلى مستعمرة جزر جيلبرت وإيليس من خلال تغيير الدستور.
منذ ستينيات القرن العشرين، ظهرت التوترات العنصرية والتنافس على التوظيف بين سكان جزر جيلبرت و إليس. أدت مطالب سكان جزر إليس بالانفصال إلى إجراء استفتاء في عام 1974، مما أدى إلى فصل جزر جيلبرت وجزر إليس. تمت إعادة تسمية جزر إليس باسم "توفالو" بموجب الأمر التوفالوي لعام 1975، والذي دخل حيز التنفيذ في الأول من أكتوبر 1975 واعترف بتوفالو باعتبارها دولة تابعة لبريطانيا ولها حكومتها الخاصة. في الأول من يناير 1976، تم إنشاء إدارات منفصلة من الخدمة المدنية في مستعمرة جزر جيلبرت وإيليس.
حصلت توفالو على استقلالها الكامل في عام 1978 كدولة ذات سيادة ونظام ملكي دستوري مستقل داخل الكومنولث، مع تولي إليزابيث الثانية منصب ملكة توفالو. نص دستور الاستقلال على أن الملكة إليزابيث الثانية، بناءً على "طلب شعب توفالو"، هي صاحبة السيادة ورئيسة الدولة. 
وصلت الأميرة مارغريت في سبتمبر 1978 لتمثل الملكة في احتفالات الاستقلال. لكن زيارتها كانت مختصرة، لأنها كانت تعاني من الالتهاب الرئوي الفيروسي، واضطر سكرتيرها الخاص، اللورد نابير، إلى أن يحل محلها في الحفل. وفي يوم الاستقلال، الموافق الأول من أكتوبر/تشرين الأول، سلم اللورد نابير وثائق الاستقلال إلى الحاكم العام الجديد وقرأ خطاب الأميرة، بينما قرأ مفوض الملكة، توم لاينج، رسالة الملكة إلى شعب توفالو.

## التاج التوفالي وجوانبه
توفالو هي واحدة من 15 دولة مستقلة، تُعرف باسم ممالك الكومنولث، والتي تتقاسم سيادتها مع ممالك أخرى في الكومنولث، حيث تكون علاقة الملك مع توفالو مستقلة تمامًا عن منصبه كملك لأي مملكة أخرى؛ وعلى الرغم من مشاركة نفس الشخص كملكهم، فإن كل مملكة من ممالك الكومنولث، بما في ذلك توفالو، تتمتع بالسيادة ومستقلة عن الآخرين. يتم تمثيل ملك توفالو في البلاد بواسطة نائب الملك، الحاكم العام لتوفالو.
منذ استقلال توفالو في عام 1978، كان للتاج الوطني الشامل طابع مشترك وآخر منفصل، وكان دور الملك كملك لتوفالو مميزًا عن وضعه كملك لأي مملكة أخرى، بما في ذلك المملكة المتحدة. وبذلك توقفت الملكية عن كونها مؤسسة بريطانية حصرية، وأصبحت في توفالو مؤسسة توفالية أو مؤسسة مستأنسة.
ويتضح هذا التقسيم بعدة طرق: على سبيل المثال، يحمل الملك لقبًا توفالويًا فريدًا، وعندما يتصرف علنًا كممثل لتوفالو على وجه التحديد، فإنه يستخدم، حيثما أمكن، رموز توفالوية، بما في ذلك العلم الوطني للبلاد، والرموز الملكية الفريدة، وما شابه ذلك. كما أن وزراء الحكومة التوفالية فقط هم من يستطيعون تقديم المشورة للملك بشأن شؤون البلاد.
"تحتل توفالو وشعوب هذه الجزر مكانة خاصة جدًا في قلب الملكة. تتذكر صاحبة الجلالة جيدًا دفء الترحيب التوفالو التقليدي الذي استقبلته هي ودوق إدنبره بمناسبة زيارتها الأخيرة لشعبها في عام 1982. في الواقع، العالم كله يتذكر الاستقبال الذي قدمته لجلالتها في ذلك الوقت، وهو أحد المعالم المميزة صور من حكمها". الأمير ويليام، دوق كامبريدج، 2012.
في توفالو، يشار إلى الشخصية القانونية للدولة باسم التاج في حق توفالو .

#### العنوان
قانون الأسلوب واللقب الملكي لعام 1987، الذي أقره البرلمان التوفالوي، منح أسلوبًا وألقابًا منفصلة للملكة إليزابيث الثانية لاستخدامها فيما يتعلق بتوفالو. بعد ذلك، أصبح اللقب والألقاب التوفالية الرسمية للملكة هي: إليزابيث الثانية، بفضل الله ملكة توفالو وممالكها وأقاليمها الأخرى، ورئيسة الكومنولث. منذ تولي الملك تشارلز الثالث العرش، أصبح لقب الملك هو: تشارلز الثالث، بفضل الله ملك توفالو وممالكه وأقاليمه الأخرى، ورئيس الكومنولث.
ينقل هذا الأسلوب وضع توفالو كملكية مستقلة، ويسلط الضوء على دور الملك على وجه التحديد باعتباره صاحب السيادة على توفالو، فضلاً عن الجانب المشترك للتاج في جميع أنحاء الكومنولث. عادةً ما يُطلق على الملك لقب "ملك توفالو"، ويُخاطب بهذا الاسم عندما يكون في توفالو، أو أثناء أداء واجبات نيابة عن توفالو في الخارج.

#### خلافة الملك
تتم الخلافة عن طريق البكورية المطلقة ، وتخضع لأحكام قانون خلافة التاج لعام 2013، بالإضافة إلى قانون التسوية لعام 1701 ووثيقة الحقوق لعام 1689. يقتصر هذا التشريع على الخلافة على الأبناء الطبيعيين (غير المتبنين ) الشرعيين لصوفيا، ناخبة هانوفر ، وينص على أن الملك لا يمكن أن يكون كاثوليكيًا رومانيًا ويجب أن يكون على اتصال بكنيسة إنجلترا عند اعتلائه العرش. على الرغم من أن هذه القوانين الدستورية، كما تنطبق على توفالو، لا تزال تقع ضمن سيطرة البرلمان البريطاني، فإن كل من المملكة المتحدة وتوفالو لا يمكنهما تغيير قواعد الخلافة دون موافقة إجماعية من الممالك الأخرى، ما لم يتم ترك علاقة الملكية المشتركة صراحةً؛ وهو الوضع الذي ينطبق بشكل متطابق في جميع الممالك الأخرى والذي تم تشبيهه بمعاهدة بين هذه البلدان.
عند وفاة الملك أو تنازله عن العرش، من المعتاد أن يتم الإعلان علنًا عن تولي الملك الجديد العرش من قبل الحاكم العام في العاصمة فونافوتي بعد تولي الملك العرش. وبغض النظر عن أي إعلانات، فإن وريث الملك الراحل يخلفه على الفور وبشكل تلقائي، دون الحاجة إلى تأكيد أو مراسم أخرى. وتلي ذلك أيضًا فترة حداد مناسبة، يتم خلالها تنكيس الأعلام في جميع أنحاء البلاد تكريمًا للملك الراحل. ومن المرجح أن تقام مراسم تذكارية رسمية لإحياء ذكرى الملك الراحل. 

## تشخيص الدولة
أنا (الاسم)، أقسم (أو أؤكد رسميًا) أنني سأكون مخلصًا وأحمل الولاء الحقيقي لسيادة توفالو. (فأعينوني يا الله)  قسم الولاء في توفالو. المادة 51 من دستور توفالو ، والتي تنص على أن رئيس الدولة معترف به كرمز لوحدة وهوية توفالو. وقد تم تحديد وظائف رئيس الدولة في المادتين 52 و53 من الدستور.
الملك هو موضع قسم الولاء المطلوب من العديد من موظفي التاج، وكذلك من المواطنين الجدد، وفقًا لقانون المواطنة. يتم ذلك ردًا على قسم التتويج الذي يؤديه الملك، والذي يتعهد فيه بحكم شعوب ممالكهم، "وفقًا لقوانينهم وعاداتهم الخاصة".

## الدور الدستوري والامتياز الملكي
يمنح دستور توفالو البلاد نظامًا برلمانيًا للحكومة في ظل ملكية دستورية، حيث يكون دور الملك والحاكم العام قانونيًا وعمليًا، ولكنه ليس سياسيًا. تعتبر التاج مؤسسة، حيث تتقاسم عدة أجزاء سلطتها مع الكل، حيث يكون الحاكم هو الشخص في مركز البناء الدستوري، وهذا يعني أن جميع سلطات الدولة تقع دستوريًا في يد الحاكم. يُشار إلى حكومة توفالو رسميًا أيضًا باسم حكومة جلالة الملك.
يتم تنفيذ معظم الواجبات المنزلية للملك من قبل الحاكم العام، الذي يعينه الملك بناءً على نصيحة رئيس وزراء توفالو.

#### تنفيذي
يصف الجزء الخامس، القسم 62 من دستور توفالو عملية منح السلطة التنفيذية:
(1) السلطة التنفيذية في توفالو منوطة في المقام الأول بالملك، والحاكم العام كممثل للملك.
(2) تمارس السلطة التنفيذية المخولة للعاهل وفقًا للمادة 53 (أداء الوظائف من قبل رئيس الدولة).
رئيس الوزراء، الذي يرأس مجلس وزراء توفالو، مسؤول عن تقديم المشورة للملك أو الحاكم العام بشأن كيفية تنفيذ سلطاتهما التنفيذية على جميع جوانب العمليات الحكومية والشؤون الخارجية. إن دور الملك، وبالتالي دور نائب الملك، هو دور رمزي وثقافي بالكامل تقريبًا، حيث يعمل كرمز للسلطة القانونية التي تعمل بموجبها جميع الحكومات والوكالات، بينما يوجه مجلس الوزراء استخدام الامتياز الملكي، والذي يتضمن امتياز إعلان الحرب والحفاظ على سلام الملك ، وكذلك استدعاء البرلمان وتأجيله والدعوة إلى إجراء انتخابات. من المهم أن نلاحظ أن الامتياز الملكي ينتمي إلى التاج وليس إلى أي من الوزراء؛ على الرغم من أنه قد يبدو الأمر كذلك في بعض الأحيان، ويسمح الدستور للحاكم العام باستخدام هذه الصلاحيات من جانب واحد فيما يتعلق بإقالة رئيس الوزراء وحل البرلمان وإقالة القاضي في حالات الأزمات الدستورية الاستثنائية. هناك أيضًا بعض الواجبات التي يقوم بها الملك على وجه التحديد، مثل تعيين الحاكم العام.
يتم انتخاب رئيس الوزراء من قبل برلمان توفالو وفقًا للمادة 64 من الدستور، ويدعو الحاكم العام إلى اجتماع للبرلمان لانتخاب رئيس وزراء جديد بعد كل انتخابات عامة وفي حالة شغور المنصب. يعين الحاكم العام مجلس الوزراء بناءً على توجيهات رئيس الوزراء. يتم إبلاغ الملك من قبل نائبه بقبول استقالة رئيس الوزراء وأداء رئيس وزراء جديد وأعضاء آخرين في الوزارة للقسم، ويظل مطلعًا بشكل كامل من خلال الاتصالات المنتظمة من وزرائه التوفاليين. يتم أيضًا تعيين أعضاء الهيئات التنفيذية المختلفة والمسؤولين الآخرين، مثل قضاة المحكمة العليا، من قبل التاج.

#### الشؤون الخارجية
تمتد الامتيازات الملكية أيضًا إلى الشؤون الخارجية: إذ يصادق الحاكم العام على المعاهدات والتحالفات والاتفاقيات الدولية. كما هو الحال مع الاستخدامات الأخرى للامتياز الملكي، لا يشترط الحصول على موافقة البرلمان. ومع ذلك، لا يمكن للمعاهدة أن تغير القوانين المحلية لتوفالو؛ وفي مثل هذه الحالات يكون صدور قانون من البرلمان ضروريا. ويقوم الحاكم العام، نيابة عن الملك، باعتماد المفوضين الساميين والسفراء التوفاليين ويستقبل الدبلوماسيين من الدول الأجنبية. وبالإضافة إلى ذلك، فإن إصدار جوازات السفر يقع ضمن الاختصاص الملكي، وبالتالي يتم إصدار جميع جوازات السفر التوفالية باسم الملك. الصفحة الأولى من جواز السفر التوفالي تنص على: "يطلب الحاكم العام لتوفالو ويطلب باسم صاحب الجلالة الملك تشارلز الثالث من جميع من يهمه الأمر السماح لحامل هذا الجواز بالمرور بحرية، دون عائق أو تأخير، وفي حالة الحاجة إلى إعطاء يحق لحامل هذا الجواز الدخول والإقامة في توفالو".

#### البرلمان
الحاكم العام مسؤول عن استدعاء برلمان توفالو، بناءً على نصيحة مجلس الوزراء. إذا لم يجتمع البرلمان مرتين على الأقل خلال العام أو خلال ثلاثة أشهر بعد الانتخابات العامة، يجوز للحاكم العام استدعاء البرلمان بناءً على طلب رئيس البرلمان أو أغلبية أعضائه. يتميز افتتاح الدورة البرلمانية الجديدة بخطاب الحاكم العام، الذي يحدد جدول أعمال الحكومة التشريعي.
يعتبر الحاكم العام أيضًا مسؤولًا عن تأجيل جلسات البرلمان، وذلك بناءً على قرار من البرلمان. يتم حل البرلمان تلقائيًا بعد مرور أربع سنوات على أول جلسة للبرلمان بعد الانتخابات العامة. يجوز للحاكم العام حل البرلمان في وقت مبكر إذا قرر البرلمان ذلك، أو "بموجب حكمه المتعمد" إذا كان منصب رئيس الوزراء شاغرًا ولم يتم انتخاب خليفة له خلال فترة زمنية معقولة.  تتبع عملية الحل انتخابات عامة، وعادة ما يتم إسقاط أوامر إجراء الانتخابات العامة من قبل الحاكم العام في دار الحكومة، فونافوتي.
بما أن السلطة التنفيذية كلها منوطة بالملك، فإن الموافقة الملكية مطلوبة للسماح لمشاريع القوانين بأن تصبح أعمالاً برلمانية. يتطلب القسم 88 من الدستور من الحاكم العام "الموافقة الفورية" على مشروع القانون؛ ولا توجد سلطة تقديرية لرفض الموافقة.

#### المحاكم
يتم تعيين جميع قضاة المحكمة العليا في توفالو من قبل الحاكم العام. أعلى محكمة استئناف في توفالو هي اللجنة القضائية للمجلس الملكي الخاص.
في توفالو، تعتبر الجرائم الجنائية قانونيًا جرائم ضد الملك، وتتم إجراءات الجرائم التي تستوجب الاتهام باسم الملك في شكل ريكس [أو ريجينا] مقابل [الاسم] الملك/الملكة ). ومن ثم، فإن القانون العام ينص على أن الملك "لا يمكن أن يرتكب خطأ"؛ ولا يمكن محاكمة الملك في محاكمه الخاصة بتهمة ارتكاب جرائم جنائية.
يمكن للملك، وبالتالي الحاكم العام، أيضًا منح الحصانة من الملاحقة القضائية، وممارسة الامتياز الملكي للرحمة، والعفو عن الجرائم ضد التاج، إما قبل أو أثناء أو بعد المحاكمة. ويرد وصف ممارسة سلطة الرحمة لمنح العفو وتبديل أحكام السجن في المادة 82 من الدستور.

## الدور الثقافي
يعد عيد ميلاد الملك الرسمي عطلة رسمية في توفالو. يتم الاحتفال به عادة في ثاني يوم سبت من شهر يونيو من كل عام. يحتفل شعب توفالو بهذه المناسبة بالقداسات الدينية والصلوات وغناء ترنيمة "حفظ الله الملك" و النشيد الوطني ورفع العلم والخطابات العامة والتحية الملكية والعرض العسكري. نظرًا لأن عيد ميلاد الملك هو عطلة رسمية، فإن جميع المكاتب الحكومية والمؤسسات التعليمية ومعظم الشركات مغلقة في هذا اليوم.
واحتفل سكان توفالو أيضًا بعيد ميلاد أمير ويلز السابق (الملك تشارلز الثالث حاليًا). كان يوم ولي العهد عطلة رسمية في شهر نوفمبر.

#### التاج والشرف
في ممالك الكومنولث، يُعتبر الملك مصدر الشرف. وعلى نحو مماثل، يمنح الملك، بصفته حاكم توفالو، الجوائز والأوسمة في توفالو باسمه. يتم منح معظم هذه الأوسمة في كثير من الأحيان بناءً على نصيحة "وزراء جلالة الملك في توفالو". يتم إجراء عمليات التنصيب من قبل الحاكم العام نيابة عن الملك.

#### التاج وقوات الشرطة
تحمل سفن الدوريات التابعة لقوة شرطة توفالو البادئة ( سفينة المراقبة التابعة لجلالة الملك توفالو ). يظهر تاج القديس إدوارد على شارات وشعارات رتب قوات الشرطة، مما يوضح أن النظام الملكي هو مركز السلطة.
بموجب المادة 163 (5) من الدستور، يتم تعيين مفوض الشرطة من قبل رئيس الدولة، وفقًا لنصيحة مجلس الوزراء المقدمة بعد التشاور مع لجنة الخدمة العامة.  بموجب قانون الشرطة في توفالو، يجب على كل عضو في قوة شرطة توفالو، عند التحاقه بالخدمة، أن يقسم بالولاء لملك توفالو. القسم الحالي هو:
"أنا، [الاسم]، أقسم بالله العظيم (أو أؤكد رسميًا وصادقًا) أنني سأكون صادقًا وحقيقيًا بأنني سأكون مخلصًا وأحمل الولاء الحقيقي لجلالة الملك تشارلز الثالث، ورثته وخلفائه، وأنني سأخدم بأمانة جلالة الملك وورثته وخلفائه، أثناء خدمتي في قوة شرطة توفالو: أنني سأخضع لجميع القوانين والأوامر واللوائح المتعلقة بالشرطة المذكورة المعمول بها الآن أو التي قد تكون من وقت لآخر في القوة وسوف يؤدي جميع واجبات ضابط الشرطة وفقا للقانون، دون خوف أو محاباة أو مودة أو سوء نية ".

#### الزيارات الملكية
وكان الأمير فيليب، دوق إدنبرة، أول عضو في العائلة المالكة يزور الجزر في عام 1959. قام الأمير تشارلز، أمير ويلز، بزيارة فيجي في أكتوبر 1970، بعد حضوره احتفالات استقلال فيجي.
وصلت الأميرة مارغريت في سبتمبر 1978 لتمثل الملكة في احتفالات الاستقلال، لكن زيارتها انقطعت بسبب المرض.
قامت الملكة إليزابيث الثانية، ملكة توفالو، ودوق إدنبرة بجولة في توفالو في الفترة ما بين 26 و27 أكتوبر 1982. تم حمل الزوجين الملكيين في مواكب احتفالية وتم تقديم الأطباق المحلية التقليدية لهم لاحقًا في مأدبة. كما قاموا أيضًا بتركيب حجر الأساس لمبنى البرلمان المستقبلي. تم إصدار مجموعة من الطوابع التذكارية بمناسبة الزيارة الملكية من قبل مكتب الطوابع في توفالو . لقد سمعت الكثير عن توفالو من عائلتي، وأنا آسف فقط لأنني لا أستطيع زيارة جزر أخرى، ولكني أفهم أنها جميعها ممثلة هنا اليوم. يسعدني جدًا أن تكون زيارتي الأولى لبلدكم بصفتي ملكة توفالو. أنا أيضًا آتي إليكم كرئيس للكومنولث.[65]
إليزابيث الثانية، ملكة توفالو، 1982
في عام 2012، قام دوق ودوقة كامبريدج بزيارة توفالو للاحتفال باليوبيل الماسي للملكة. قاموا بجولة في عدد من الأماكن. كانوا يرتدون تنانير من العشب الملون، وشاركوا أيضًا في الرقص التقليدي.

## استفتاءات الجمهورية
في فبراير/شباط 1986، أُجري استفتاء على مستوى البلاد لسؤال سكان توفالو عما إذا كان ينبغي أن تظل توفالو ملكية دستورية، مع الملكة كرئيسة للدولة، أو أن تصبح جمهورية. أيدت جزيرة مرجانية واحدة فقط الاقتراح الجمهوري، في حين فضل أكثر من 90% من الناخبين الاحتفاظ بالنظام الملكي.
في السنوات الأولى من القرن الحادي والعشرين كان هناك نقاش حول إلغاء النظام الملكي. وكان رئيس الوزراء ساوفاتو سوبوانجا قد صرح في عام 2004 أنه يؤيد استبدال الملكة كرئيسة لدولة توفالو، وهي وجهة نظر أيدها رئيسا الوزراء السابقان إيوناتانا إيوناتانا وكاموتا لاتاسي. صرح سوبوانجا بأن الرأي العام سوف يتم تقييمه أولاً قبل اتخاذ أي خطوات أخرى  وتم إجراء استفتاء في عام 2008. تم الاحتفاظ بالنظام الملكي، بأغلبية 1260 صوتًا مقابل 679 (64.98٪).

#### استطلاعات الرأي
أظهر استطلاع للرأي أجري في عام 2023 أن 71% يؤيدون الاحتفاظ بالنظام الملكي، بينما فضل 26% أن تصبح توفالو جمهورية.

## قائمة ملوك توفالو
| إليزابيث الثانية (1926–2022) | 1 أكتوبر 1978 | 8 سبتمبر 2022 | إليزابيث ألكسندرا ماري | فيليب ماونتباتن | وندسور |
| إليزابيث الثانية (1926–2022) | الحكام العامون: السير فياتاو بينيتالا تيو ، السير توبوا ليوبينا ، السير توريبي لاوتي، السير تومو سيوني ، السير تولاجا مانويلا، السير توماسي بوابوا ، فايمالاجا لوكا ، السير فيلويميا تيليتو ، السير إياكوبا إيتاليلي ، السير توفيجا فايفالو فالاني. رؤساء الوزراء: توريبي لاوتي ، توماسي بوابوا ، بيكينبيو باينيو ، كاموتا لاتاسي ، يوناتانا يوناتانا ، فايمالاجا لوكا ، كولوا تالاكي ، سوفاتو سوبوانجا ، ماتيا توافه ، أبيساي إيليميا ، ويلي تيلافي ، إنيلي سوبواجا ، كاوسي ناتانو. |               |                        |                 |        |
| تشارلز الثالث (مواليد 1948)  | 8 سبتمبر 2022 | حاضر          | تشارلز فيليب آرثر جورج | الملكة كاميلا   | وندسور |
| تشارلز الثالث (مواليد 1948)  | الحاكم العام: السير توفيجا فايفالو فالاني رؤساء الوزراء: كاوسي ناتانو ، فيليتي تيو |               |                        |                 |        |